# Tschetwerikow MDR-6
Die Tschetwerikow MDR-6 (russisch Четвериков МДР-6, NATO-Codename: Mug), auch als Tsche-2 (Че-2) bezeichnet, war ein dreisitziges sowjetisches Flugboot. Das Kürzel MDR gibt über den Verwendungszweck Auskunft: Morskoi Dalni Raswedtschik (Морской Дальний Разведчик) steht für Marine-Fernaufklärer.

## Entwicklung
Die Projektierung begann 1936 und im Sommer 1937 wurde der von zwei M-25E-Sternmotoren angetriebene Prototyp fertiggestellt. Sein erster Flug erfolgte im Dezember gleichen Jahres. 1939 begann im Werk 31 in Taganrog die Produktion der MDR-6A-Serie mit M-63-Triebwerken, die bis 1941 lief und, abzüglich der Prototypen, 25 Maschinen umfasste. Die Maschine setzte sich dabei gegen die Berijew MDR-5 durch.

Igor Tschetwerikow führte danach einige Verbesserungen an dem Modell durch. Er veränderte den Rumpfboden und gestaltete die beiden Stützschwimmer einziehbar. Der Bug wurde verändert, wodurch der MG-Stand wegfiel, und das Leitwerk bestand nun aus zwei Seitenleitwerks-Endscheiben am Y-förmigen Höhenruder.
Von dieser als MDR-6B bezeichneten Version existierten fünf Prototypen, die mit Reihenmotoren M-105, WK-105PF und WK-107A ausgerüstet waren. Einer erhielt einziehbare Stützschwimmer. Sie wurden zwischen 1941 und 1945 erprobt. Eine Serienproduktion erfolgte nicht, da das Flugzeug trotz leistungsstärkerer Triebwerke den Ansprüchen der sowjetischen Marine nicht genügte.
Die MDR-6 stand bis Mitte der 1950er-Jahre im Truppendienst und wurde dann durch die Berijew Be-6 abgelöst.

## Aufbau
Die MDR-6 war ein freitragender Schulterdecker in Ganzmetallbauweise, der gekielte Rumpf wies zwei Bootsstufen auf. Die trapezförmige Tragfläche wies einen „Möwenknick“ nach oben auf, um die Motoren höchstmöglich gelegen vor Spritzwasser zu schützen und war mit zwei ebenfalls gekielten starren Stützschwimmern versehen. Das Leitwerk war in Normalbauweise ausgeführt, wobei die Höhenflosse V-Verstrebungen besaß.

## Technische Daten
| Kenngröße                   | Daten |
| --------------------------- | --- |
| Besatzung                   | 3–4 |
| Länge                       | 15,73 m |
| Spannweite                  | 19,40 m |
| Höhe                        | 4,30 m |
| Flügelfläche                | 52,3 m² |
| Flügelstreckung             | 7,2 |
| Leermasse                   | 4100 kg |
| Startmasse                  | normal 6700 kg maximal 7200 kg                                                                                   |
| Flächenbelastung            | 129,2 kg/m² |
| Leistungsbelastung          | 3,5 kg/PS |
| Antrieb                     | zwei luftgekühlte 9-Zylinder-Sternmotoren Schwezow M-63                                                          |
| Leistung                    | je 821 kW (ca. 1.120 PS)                                                                                         |
| Höchstgeschwindigkeit       | 360 km/h in 4000 m Höhe                                                                                          |
| Patrouilliergeschwindigkeit | 220 km/h |
| Steigzeit auf 5000 m Höhe   | 12 min |
| Reichweite                  | 2650 km |
| Dienstgipfelhöhe            | 9000 m |
| Bewaffnung                  | ein 7,62-mm-MG SchKAS im Buggefechtsstand ein 12,7-mm-MG UBT im Rumpfrücken-Gefechtsstand 1000 kg Abwurfmunition |